# Mihályi
Mihályi ist eine ungarische Gemeinde im Kreis Kapuvár im Komitat Győr-Moson-Sopron.

## Geografische Lage
Mihályi liegt sechs Kilometer südlich der Stadt Kapuvár und vier Kilometer nördlich der Stadt Beled an dem Fluss Kis-Rába. Mihályi grenzt direkt an die Gemeinde Kisfalud, weitere Nachbargemeinden sind Vadosfa, Gyóró und Magyarkeresztúr.

## Geschichte
Mihályi wurde 1198 erstmals urkundlich erwähnt.

## Gemeindepartnerschaften
- Diakovce, Slowakei

## Söhne und Töchter der Gemeinde
- Miklós Zsirai (1892–1955), Sprachwissenschaftler

## Sehenswürdigkeiten
- Römisch-katholische Kirche Szentháromság, erbaut 1712 (Barock), umgebaut und erweitert 1857
- Schloss Dőry (Dőry-kastély)

## Bilder

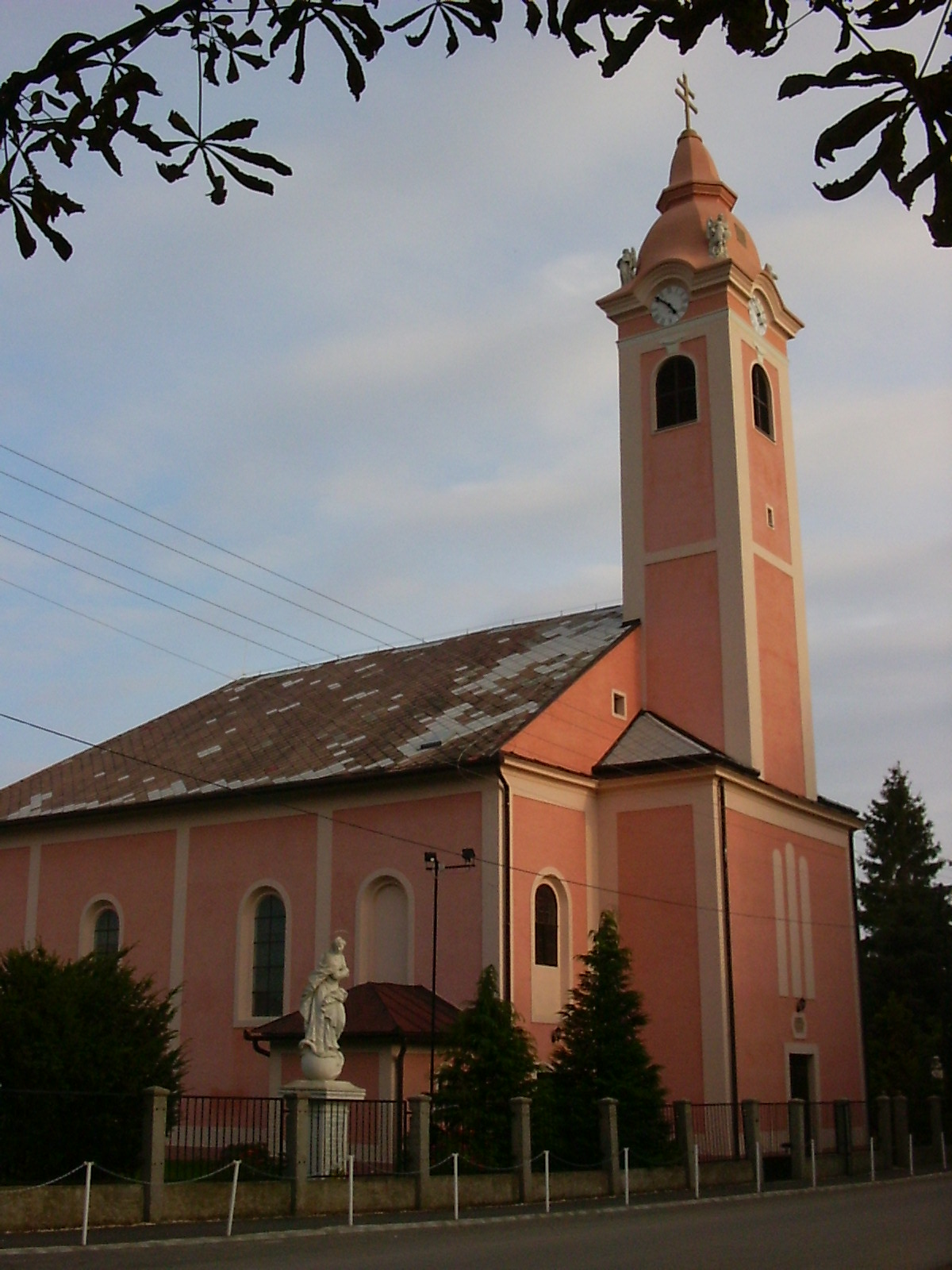
Röm.-kath. Kirche Szentháromság
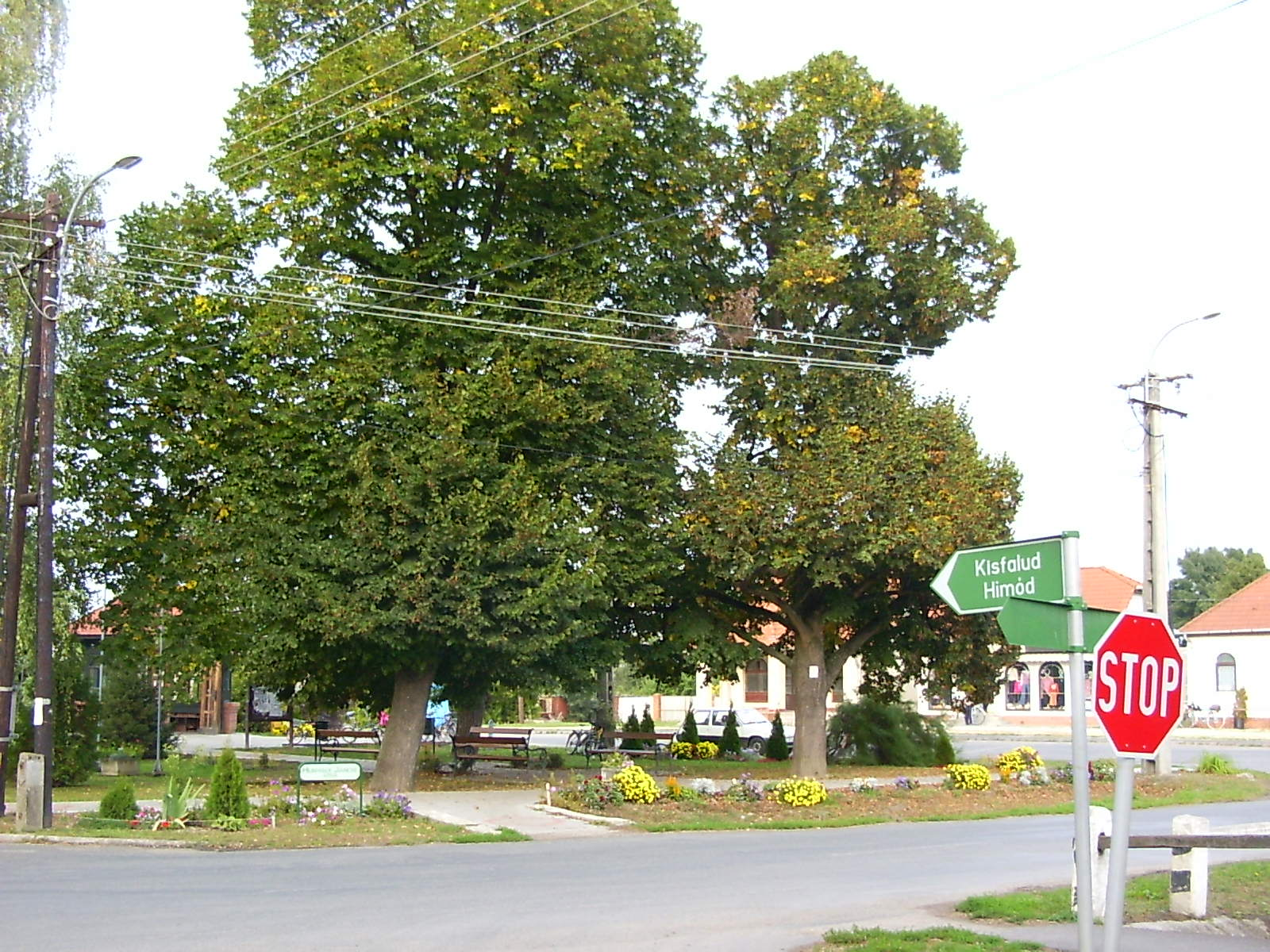
Platz in der Ortsmitte
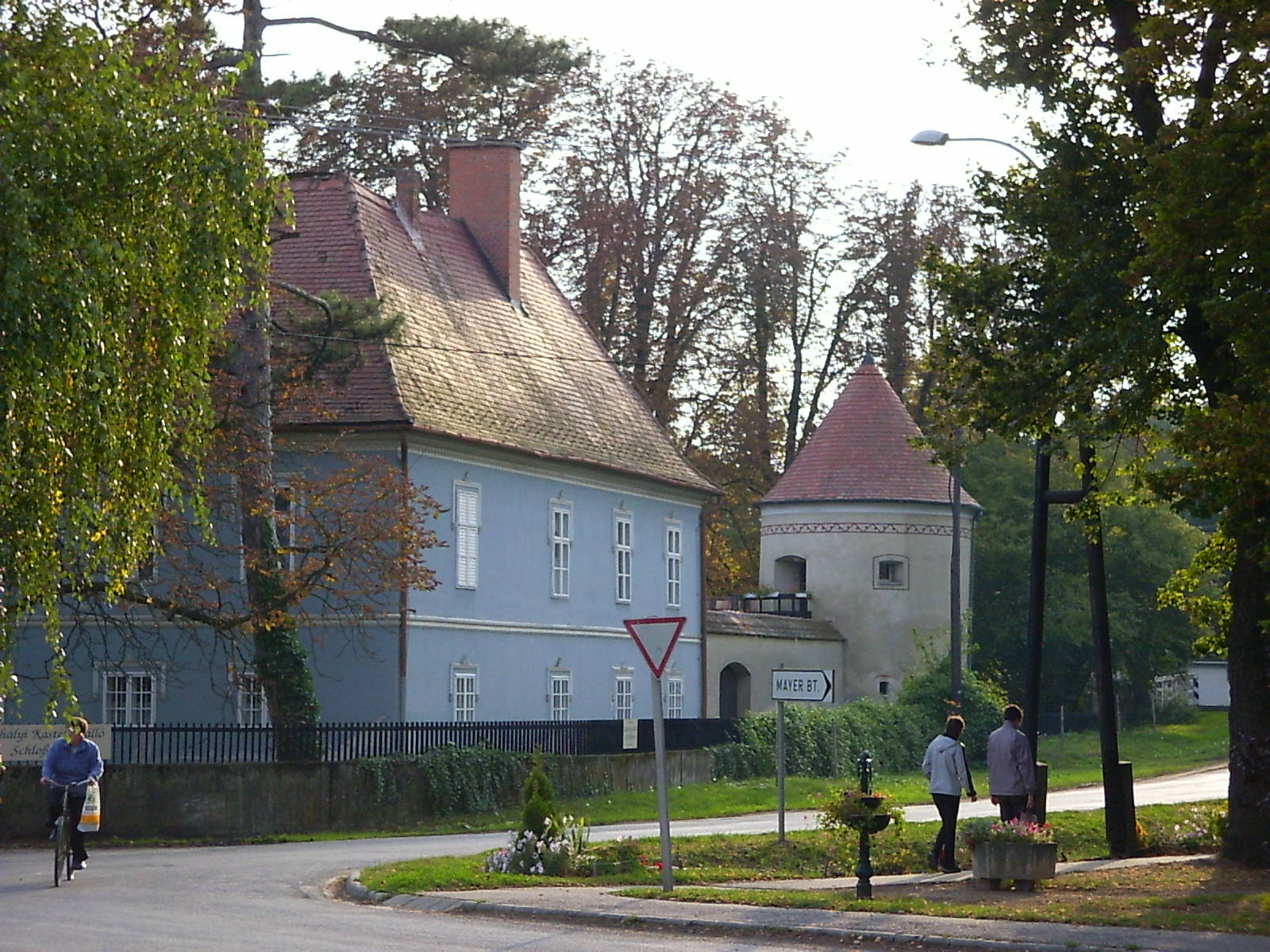
Schloss Dőry